# Isabel Farnese
Isabel Farnese (Parma, 25 d'octubre de 1692 - Aranjuez, 11 de juliol de 1766), princesa de Parma de la històrica família Farnese. Esdevingué reina consort d'Espanya (1714-1746) pel seu matrimoni amb el rei Felip V. Fou coneguda a l'època amb el nom d'Isabel de Farnesio, traducció castellana del seu nom en italià Elisabetta Farnese. També fou anomenada popularment com la Parmesana.

## Orígens familiars
Nasqué el 25 d'octubre de 1692 a la ciutat de Parma, filla del príncep Odoard II de Parma i de Dorotea Sofia de Neuburg. Era neta per línia paterna del duc Ranuccio II de Parma i de la princesa Isabel d'Este, i per línia materna de l'elector palatí Felip Guillem de Neuburg i de la princesa Elisabet Amàlia de Hessen-Darmstadt.

## Reina d'Espanya
A la mort de la reina Maria Lluïsa de Savoia, s'inicià la recerca d'una nova esposa per a Felip V en mans de l'assessora i dama de companyia del rei, la princesa dels Ursins. El cardenal i bisbe de Màlaga, Julio Alberoni, li presentà la presumpta perfecta candidata: Isabel Farnese, a la qual descrigué així:
| « | (castellà) Se trata de una buena muchacha de veintidós años, feúcha, insignificante, que se atiborra de mantequilla y de queso parmesano y que jamás ha oido hablar de nada que no sea coser o bordar. | (català) Es tracta d'una bona noia de vint-i-dos anys, lletgeta, insignificant, que s'atipa de mantega i de formatge parmesà i que mai ha sentit parlar de res que no sigui cosir o brodar. | » |

Les gestions d'Alberoni donaren els seus fruits i la princesa dels Ursins quedà convençuda en la creença que seria una noia fàcil de sotmetre als seus designis. Isabel es convertí en la segona esposa de Felip V, celebrat la cerimònia de matrimoni el 24 de desembre de 1714 a Guadalajara. Això no obstant, tan bon punt va arribar a la península, Isabel Farnese es va imposar a la dama de companyia del rei i es guanyà la confiança i la voluntat del rei a través de les relacions íntimes del matrimoni.

### Vida política
La nova reina representà una molèstia per a tothom a la cort espanyola. Tant per a una noblesa que buscava una puresa de sang, com per als ministres arribats de Versalles, acostumats a l'omnipresència de Lluís XIV i no concebien que una reina es fiqués en les intrigues polítiques estatals. Rebé el sobrenom, pronunciat sempre amb menyspreu, de la Parmesana, fent referència al seu origen. Això no obstant, el caràcter fort d'Isabel i l'estat cada cop més depressiu i melangiós que vivia monarca li atorgaren una major influència a la cort a la reina, tot i que també comportaria no pocs comentaris de tota classe procedents dels cortesans, convertit la cort en un ambient hostil vers ella.
No foren només el cortesans els que veien com una molèstia o amenaça a Isabel: els fills del primer matrimoni de Felip V també la veien com una amenaça vers el seu futur; i és que la nova reina tampoc mostrà mai cap afecte pels seus fillastres, car representaven un obstacle pel seu objectiu principal: dotar els seus fills mascles d'un regne on governar. Isabel, però, tampoc va ser una mare afectuosa amb els seus propis fills, ja que passava la major part del temps immersa en les intrigues polítiques necessàries que els havia de dotar del futur brillant que ella cercava per a ells.
La reina no deixà d'influir a la cort fins i tot durant el curt regnat de Lluís, en què els ex reis controlaren la política del jove i inexpert rei a través del marquès de Grimaldo i feu que el lloc on veritablement es decidia la política del país era des de La Granja de San Ildefonso i no pas des de Madrid. A partir d'aquest període i després de la mort de Lluís, la política s'orientà a reduir el predomini austríac a la península italiana i a recuperar els territoris de la monarquia perduts arran del Tractat d'Utrecht; el país preparà els seus exèrcits i marina per una guerra pròxima. Amb tot, gràcies a aquests moviments, aconseguí el ducat de Parma i el Regne de les Dues Sicílies, en els quals col·locà els seus fills, Felip i Carles, com a duc i rei respectivament, complint l'objectiu que tenia inicialment la reina.
Quan Isabel quedà vídua el 1746, el seu fillastre i nou rei, Ferran VI, aconseguí apartar-la de la cort i la confinà a La Granja de San Ildefonso. Però Ferran morí sense descendència i s'havia nomenat hereu al seu germà Carles, cosa que permeté a Isabel tornar a la cort. Tanmateix, Isabel tingué desavinences amb la seva jove Maria Amàlia de Saxònia, que provocaren de nou el seu allunyament de la cort, a Aranjuez, on morí l'11 de juliol de 1766.
Fou enterrada a La Granja de San Ildefonso, juntament amb Felip V.

## Descendència
Del matrimoni amb Felip V nasqueren:
- Carles III d'Espanya (1716-1788), rei de les Dues Sicílies i d'Espanya, casat amb Maria Amàlia de Saxònia (1724-1760).
- Francesc de Borbó (1717)
- Maria Anna Victòria de Borbó (1718-1781), casada el 1729 amb Josep I de Portugal (1714-1777).
- Felip I de Parma (1720-1765), duc de Parma i iniciador de la branca Borbó-Parma. Es casà amb Elisabet de França.
- Maria Teresa d'Espanya (1726-1746), casada el 1745 amb Lluís, delfí de França, fill del rei Lluís XV de França.
- Lluís Antoni de Borbó (1727-1785), arquebisbe de Toledo i cardenal. Posteriorment es casà amb María Teresa de Vallabriga.
- Maria Antonieta de Borbó (1729-1785), casada el 1750 amb Víctor Amadeu III de Savoia.